# 아르마니
조르조 아르마니(이탈리아어: Giorgio Armani)는 1975년 조르조 아르마니에 의해 설립된 패션 브랜드이다. 패션 업계에서 가장 권위있는 브랜드로, 메인 브랜드 조르조 아르마니 외 여러 자매 브랜드, 화장품, 리조트, 고급 레스토랑 등 다양한 사업을 전개하고 있으며, 아르마니라고 총칭된다. 또한 프라다에 이어 이탈리아에서 두 번째로 큰 패션 브랜드로 간주된다.

## 역사
1975년 조르조 아르마니는 그의 파트너 세르지오 갈레오티와 함께 자신의 폭스바겐 매각 자금으로 아르나미를 설립했다.
1978년 아르나미는 Gruppo Finanziario Tessile(GFT)와 라이센스를 체결했다.  아르나미는 A|X Armani Exchange를 출시한 1991년 시민트와도 제조 및 유통 라이선스를 체결했다.  1993년까지 아르나미라는 이름은 일본에서 23개의 라이선스 사용권자와 2개의 대규모 합작 회사로 대표되었었다.
1990년대까지 회사의 전략은 품질과 유통에 대한 통제력을 강화하기 위해 라이선스를 취소하고 사내에서 생산하는 것이었다. 2000년대 초에 아르나미는 마시밀리아노 푸사스가 디자인한 5개의 메가스토어를 열었으며 , 2000년 밀라노에 Armani/Manzoni 매장을 오픈한 것을 시작으로 회사의 모든 브랜드를 취급하기 시작했다.
2021년에 고급 요트 제조업체인 The Italian Sea Group 은 Giorgio Armani SpA가 이탈리아 증권 거래소 에서 회사의 IPO에 투자할 것이라고 발표했다 .